# Araneus origenus
Araneus origenus là một loài nhện trong họ Araneidae.
Loài này thuộc chi Araneus. Araneus origenus được Tord Tamerlan Teodor Thorell miêu tả năm 1890.